# 명예 석사 학위
명예 석사 학위(名譽 碩士 學位)는 예우 차원에서 석사 학위를 수여하는 명예 학위이다. 보통은 대학원 학칙과 같은 내규로서 운영된다. 명예 박사 학위는 별도의 법률로 규제가 있으나 그와 달리 명예 석사 학위에는 별도의 법률 규제가 없다. 석사 학위 수료자의 학부모 평생 교육 프로그램의 이수자와 같은 다양한 경우가 있다.